# 13234 Natashaowen
13234 Natashaowen è un asteroide della fascia principale. Scoperto nel 1998, presenta un'orbita caratterizzata da un semiasse maggiore pari a 2,1780511 UA e da un'eccentricità di 0,1442437, inclinata di 3,67528° rispetto all'eclittica.